# Fosseroule
La Fosseroule est un ruisseau de Belgique, affluent de la Mehaigne faisant partie du bassin versant de la Meuse.

## Parcours
La Fosseroule prend sa source près de la sortie 9 de l'autoroute E42 dans la commune de Héron. Elle traverse ensuite Lavoir, coule au pied du site remarquable de l'église Saint-Hubert, arrose Ferrières (Lavoir), y alimente son moulin, franchit l'autoroute E42 à hauteur de la sortie 8, passe à Longpré, longe les carrières de Moha et se jette dans la Mehaigne à Moha au pied de la forteresse médiévale.
Le cours d’eau prend localement le nom de ruisseau de Forseilles et de ruisseau de Lavoir. Il s'oriente vers l'est en Hesbaye liégeoise pendant une dizaine de kilomètres. Sa source se situe à une altitude de 190 m et son confluent à une altitude de 85 m.